# Titanatemnus regneri
Titanatemnus regneri es una especie de arácnido del orden Pseudoscorpionida de la familia Atemnidae.

## Distribución geográfica
Se encuentra en el este de África.